# Список міністрів сільського господарства Словаччини
Список міністрів сільського господарства Словацької Республіки містить хронологічний огляд всіх членів уряду Словаччини (включно з автономним словацькими урядами Другої республіки, корпус комісарів і уряди Словаччини за Чехословацької федерації), що діють в цьому кабінеті.

## Міністри сільського господарства в автономних урядах Словаччини в 1938-1939 роках
| # | Ім'я              | Фото | Партія    | Уряд           | Термін повноважень                | Примітки |
| - | ----------------- | ---- | --------- | -------------- | --------------------------------- | --- |
| 1 | Павол Тепланський |      | HSLS-SSNJ | Тісо I Тісо II | 7 жовтня 1938 - 20 січня 1939     | V 1. Уряд Тиси Міністр сільського господарства, торгівлі, громадських робіт і фінансів. V 2. Міністр фінансів, торгівлі, сільського господарства |
| 2 | Петер Затько      |      | HSLS-SSNJ | Карол Сідор    | 11 березня 1939 - 14 березня 1939 | Міністр промисловості, торгівлі та торгівлі та міністр сільського господарства                                                                   |

## Зберігач сільського господарства в Словацькому опікунському корпусі (СП) у 1944-1960 роках
| # | Ім'я                    | Фото   | Партія    | Корпус опікунів                                           | Термін повноважень                 | Примітки |
| - | ----------------------- | ------ | --------- | --------------------------------------------------------- | ---------------------------------- | --- |
| 1 | Ян Урсіний Міхал Фалтян |        | DS KSS    | SP 7.2.45-21.2.45                                         | 7 лютого 1945 - 21 лютого 1945     | Комісари з питань сільського господарства та земельної реформи |
| 2 | Ян Урсіний              | Файл:% | DS        | SP 21.2.45-11.4.45                                        | 21 лютого 1945 - 11 квітня 1945    | Комісар з питань сільського господарства та земельної реформи (Міхал Фалтян, заступник комісара)                                                                             |
| 3 | Мартін Кветко           |        | DS        | SP 11.4.45-18.9.45 SP 18.9.45-16.8.46 SP 16.8.46-18.11.47 | 11 квітня 1945 - 18 листопада 1947 | Комісар з питань сільського господарства та земельної реформи (16 серпня 1946)                                                                                               |
| 4 | Йозеф Стик              |        | DS        | SP 18.11.47-23.2.48                                       | 18 листопада 1947 - 21 лютого 1948 | Начальник сільського господарства. 21 лютого 1948 р. Зникла |
| 5 | Густав Гусак            | Файл:% | KSS (KSČ) | SP 18.11.47-23.2.48                                       | 24 лютого 1948 - 6 березня 1948    | Начальник сільського господарства. Доручений 24 лютого після відставки Йозефа Стика                                                                                          |
| 6 | Міхал Фалтян            |        | KSS (KSČ) | SP 6.3.48-18.6.48 SP 18.6.48-17.12.54                     | 6 березня 1948 - 20 вересня 1951   | Співробітник сільського господарства та земельної реформи. З 18 червня 1948 року сільськогосподарський офіцер                                                                |
| 7 | Марек Чулен             |        | KSS (KSČ) | SP 18.6.48-17.12.54                                       | 20 вересня 1951 - 24 вересня 1953  | Начальник сільського господарства |
| 8 | Штефан Гажик            |        | KSS (KSČ) | SP 18.6.48-17.12.54 SP 17.12.54-2.8.56                    | 24 вересня 1953 - 14 жовтня 1955   | Начальник сільського господарства |
| 9 | Міхал Чудік             |        | KSS (KSČ) | SP 17.12.54-2.8.56 SP 2.8.56-11.7.60                      | 14 жовтня 1955 - 11 липня 1960     | Комісар сільського господарства, з 2 серпня 1956 по 1 липня 1959, комісар сільського господарства і лісового господарства, з 1 липня 1959 року, сільськогосподарський офіцер |

## Сільські комісари і голови відповідних комітетівSNRв роках 1960-1968
| # | Ім'я        | Фото | Партія    | SNR           | Термін повноважень              | Примітки |
| - | ----------- | ---- | --------- | ------------- | ------------------------------- | --- |
| 1 | Міхал Чудік |      | KSS (KSČ) | SNR 1960-1964 | 14 липня 1960 - 23 березня 1963 | Комісар і голова комітету з питань сільського господарства                                                                              |
| 2 | Коломан Боя |      | KSS (KSČ) | SNR 1964-1968 | 29 червня 1964 - 29 грудня 1968 | Комісар і голова комітету з питань сільського господарства. З 27 квітня 1967 року комісар з питань сільського господарства і харчування |

## Міністри сільського господарства в уряді Словаччини в рамках Чехословацької Федерації
| # | Ім'я                  | Фото | Партія    | Уряд                                                         | Термін повноважень              | Примітки |
| - | --------------------- | ---- | --------- | ------------------------------------------------------------ | ------------------------------- | --- |
| 1 | Ян Янович             |      | KSS (KSČ) | vlády Š. Садовський і П. Колотка , 1, 2 і 3 уряду П. Колотки | 2 січня 1969 - 18 червня 1986   | Міністр сільського господарства і харчування. Міністр сільського господарства у третьому уряді П. Колотки                     |
| 2 | Юліус Варга           |      | KSS (KSČ) | Уряд П. Колотки, І. Кнотек та П. Грівнака                    | 18 червня 1986 - 8 грудня 1989  | Міністр сільського господарства і харчування                                                                                  |
| 3 | Мирослав Беланський   |      | VPN       | M. Cic                                                       | 12 грудня 1989 - 26 червня 1990 | Міністр сільського господарства і харчування                                                                                  |
| 4 | Міхал Джатко          |      | KDH       | Мечіар I                                                     | 27 червня 1990 - 22 квітня 1991 | Міністр сільського господарства і харчування                                                                                  |
| 5 | Вілям Обергаузер      |      | KDH       | Чарногурски                                                  | 23 квітня 1991 - 28 серпня 1991 | Тимчасовий міністр сільського господарства і харчування                                                                       |
| 6 | Йозеф Кршек           |      | KDH       | Чарногурски                                                  | 28 серпня 1991 - 24 червня 1992 | Міністр сільського господарства і харчування                                                                                  |
| 7 | Петер Бацо Peter Baco |      | HZDS      | Мечіар II                                                    | 24 червня 1992 - 31 грудня 1992 | Міністр сільського господарства і харчування. Після розпаду федерації продовжив повноваження як міністр незалежної Словаччини |

## Міністри сільського господарства незалежної Словаччини
| #  | Ім'я                              | Фото | Партія   | Уряд        | Термін повноважень                 | Примітки                                        |
| -- | --------------------------------- | ---- | -------- | ----------- | ---------------------------------- | ----------------------------------------------- |
| 1  | Петер Бацо Peter Baco             |      | HZDS     | Мечіар II   | 1 січня 1993 - 15 березня 1994     | Міністр сільського господарства і харчування    |
| 2  | Павел Конкош                      |      | SDĽ      | Моравчік    | 15 березня 1994 - 13 грудня 1994   | Міністр сільського господарства і харчування    |
| 3  | Петер Бацо Peter Baco             |      | HZDS     | Мечіар III  | 13 грудня 1994 - 30 жовтня 1998    | Міністр сільського господарства і харчування    |
| 4  | Павел Конкош                      |      | SDĽ      | Дзурінда I  | 30 жовтня 1998 - 15 жовтня 2002    | Міністр сільського господарства                 |
| 5  | Жолт Саймон                       |      | SMK      | Дзурінда II | 16 жовтня 2002 - 4 липня 2006      | Міністр сільського господарства                 |
| 6  | Мирослав Юреня                    |      | HZDS     | Фіцо I      | 4 липня 2006 - 28 листопада 2007   | Міністр сільського господарства                 |
| 7  | Zdenka Kramplová                  |      | HZDS     | Фіцо I      | 28 листопада 2007 - 18 жовтня 2008 | Міністр сільського господарства                 |
| 8  | Станіслав Бечик                   |      | HZDS     | Фіцо I      | 18 жовтня 2008 - 16 вересня 2009   | Міністр сільського господарства                 |
| 9  | Владімір Хован                    |      | HZDS     | Фіцо I      | 16 вересня 2009 - 8 липня 2010     | Міністр сільського господарства                 |
| 10 | Жолт Саймон                       |      | MOST-HID | Радічова    | 8 липня 2010 - 4 квітня 2012       | Міністр сільського господарства і розвитку села |
| 11 | Ľubomír Jahnátek                  |      | SMER-SD  | Фіцо II     | 4 квітня 2012 - 23 квітня 2016     | Міністр сільського господарства і розвитку села |
| 12 | Габріела Матечна Gabriela Matečná |      | SNS      | Фіцо III    | з 23 квітня 2016                   | Міністр сільського господарства і розвитку села |